# Jean Laffitte
Mons. Jean Laffitte, Comm. l'Emm. (* 5. května 1952, Oloron-Sainte-Marie) je francouzský římskokatolický kněz, biskup a sekretář Papežské rady pro rodinu.

## Život
Po střední škole, studoval Univerzitu v Toulouse, kde roku 1973 získal titul z politologie. Navštěvoval také kurzy Univerzity v Cambridgi a Univerzity v Salamance.
Roku 1984 vstoupil do Francouzského papežského semináře v Římě. Svá filosofická a teologická studia získal na Papežské Gregoriánské univerzitě, kde roku 1988 dostal titul bakaláře teologie a filosofie. Na kněze byl vysvěcen 2. července 1989 a byl inkardinován do diecéze Autun. Je členem Komunity Emmanuel.
Poté pokračoval ve svých studiích na Papežském institutu Jana Pavla II. pro studium manželství a rodiny, kde získal doktorát z morální teologie.
Od roku 1994 vyučuje na institutu jako profesor manželské etiky a na Lateránské univerzitě jako profesor antropologie a spirituality. Roku 2003 se stal konzultorem Kongregace pro nauku víry.
Dne 28. ledna 2005 se stal podsekretářem Papežské rady pro rodinu. V letech 2006 až 2009 byl vice-předsedou Papežské akademie pro život. Tuto funkci vykonával do 22. října 2009 kdy jej papež Benedikt XVI. jmenoval sekretářem Papežské rady pro rodinu a titulárním biskupem z Entrevaux. Biskupské svěcení přijal 12. prosince 2009 z rukou kardinála Tarcisia Bertoneho a spolusvětiteli byli kardinál Renato Raffaele Martino a arcibiskup Giuseppe Molinari.